# Compsophis
Compsophis is een geslacht van slangen uit de familie Pseudoxyrhophiidae.

## Naam en indeling
De wetenschappelijke naam van de groep werd voor het eerst voorgesteld door François Mocquard in 1894. Er zijn zeven soorten, inclusief de pas in 2005 beschreven soort Compsophis fatsibe. Veel soorten werden tot 2007 aan het niet langer erkende geslacht Geodipsas toegekend, waardoor veel literatuur naar de verouderde namen verwijst.

## Verspreiding en habitat
Er zijn zeven soorten die leven in Afrika en endemisch voorkomen op Madagaskar. De habitat bestaat uit vochtige tropische en subtropische bossen, zowel in laaglanden als in bergstreken, en in draslanden.

## Beschermingsstatus
Door de internationale natuurbeschermingsorganisatie IUCN is aan alle soorten een beschermingsstatus toegewezen. Drie soorten worden beschouwd als 'veilig' (Least Concern of LC), twee soorten als 'gevoelig' (Near Threatened of NT) en een soort als 'kwetsbaar' (Vulnerable of VU). De soort Compsophis vinckei ten slotte staat te boek als 'ernstig bedreigd' (Critically Endangered of CR).

## Soorten
Het geslacht omvat de volgende soorten, met de auteur en het verspreidingsgebied.
| Naam                     | Auteur                      | Verspreidingsgebied   | Beschermingsstatus |
| ------------------------ | --------------------------- | --------------------- | ------------------ |
| Compsophis albiventris   | Mocquard, 1894              | Madagaskar            |                    |
| Compsophis boulengeri    | (Peracca, 1892)             | Madagaskar            |                    |
| Compsophis fatsibe       | (Mercurio & Andreone, 2005) | Noordelijk Madagaskar |                    |
| Compsophis infralineatus | (Günther, 1882)             | Madagaskar            |                    |
| Compsophis laphystius    | (Cadle, 1996)               | Madagaskar            |                    |
| Compsophis vinckei       | (Domergue, 1988)            | Madagaskar            |                    |
| Compsophis zeny          | (Cadle, 1996)               | Madagaskar            |                    |